# Leptodactylus wagneri
Espèce
Synonymes
- Plectromantis wagneri Peters, 1862

Statut de conservation UICN

 LC  : Préoccupation mineure
Leptodactylus wagneri est une espèce d'amphibiens de la famille des Leptodactylidae.

## Répartition
Cette espèce se rencontre :
- en Équateur ;
- dans le sud de la Colombie ;
- dans le nord du Pérou ;
- au Brésil dans l'ouest de l'État d'Acre.

## Étymologie
Cette espèce est nommée en l'honneur de Moritz Wagner (1813-1887),.

## Publication originale
- Peters, 1862 : Eine neue Gattung von Laubfröschen, Plectromantis aus Ecuador. Monatsberichte der Koniglich Preussischen Akademie Wissenschaften zu Berlin, vol. 1862, p. 232-233 (texte intégral).